# Castello di Aische
Il castello di Aische (in francese Château d'Aische) è un castello della Provincia di Namur in Belgio, situato nel villaggio di Aische-en-Refail, nel comune di Éghezée (Regione vallone).

## Storia
La signoria d'Aische risale al 1211, mentre il castello e la fattoria risalgono al XII secolo, quando erano di proprietà della famiglia Refayt. Fino al 1647 il castello rimase di proprietà di questa famiglia.
Nel 1648, Aloysio du Bois acquistò Aische per 5 400 fiorini dal re di Spagna o dai Domini.
Du Bois già possedeva il feudo del Refail che comprendeva la corte feudale di Walhain, così come un palazzo ad Anversa e i castelli di Kykuit (Wyneghem) e Zwarten Arend (Deurne).
In seguito la proprietà passo a Simon de Neuf, a seguito del suo matrimonio con Philippote du Bois d'Aische; quindi a suo genero, il conte Charles Ignace d'Oultremont de Wégimont (1753-1803).
Tra il 1760 e il 1780 il castello fu ampliato.
Charles Ignace d'Oultremont e Anne de Neuf d'Aische furono i genitori di Émile d'Oultremont e di Olympe d'Oultremont, sposa del barone Ferdinand du Bois de Nevelle, che ereditò il castello.
Dal 1830 il castello non fu più abitato in maniera permanente e dal 1865 rimase disabitato.
Nel corso della I guerra mondiale, il castello fu danneggiato e i proprietari ne demolirono delle parti dopo la guerra.

## Descrizione
La notevole dimora in pietra calcarea del XIII-XIV secolo, alla quale fu aggiunto un mastio ed è oggi in rovina, fu abbandonata al principio del XIX secolo. Essa fronteggiava la grande fattoria a forma di U costruita in mattoni e pietra blu, accessibile dal monumentale portale d'ingresso.

## Galleria d'immagini

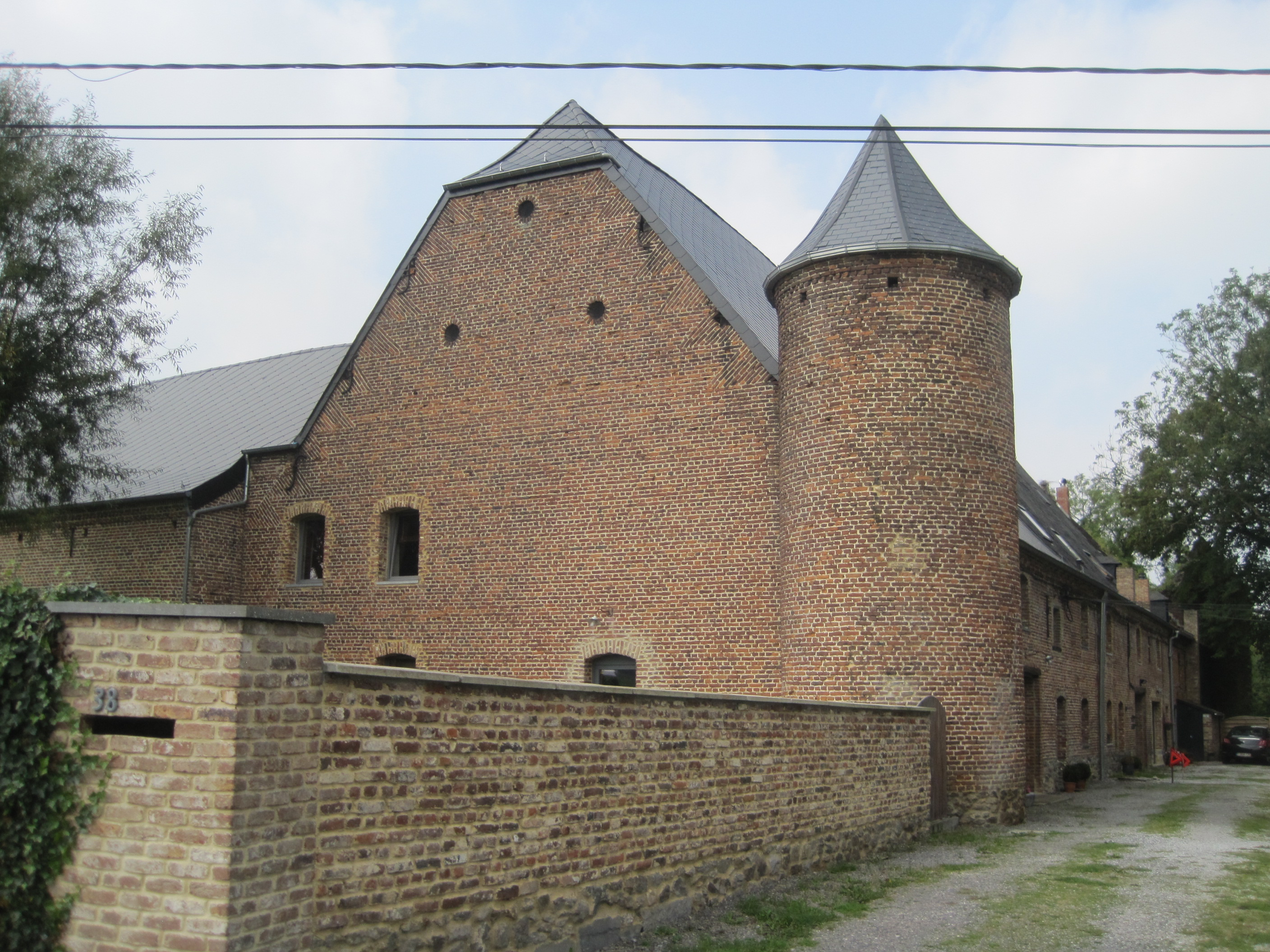
Spiovente e torre d'angolo della fattoria del castello
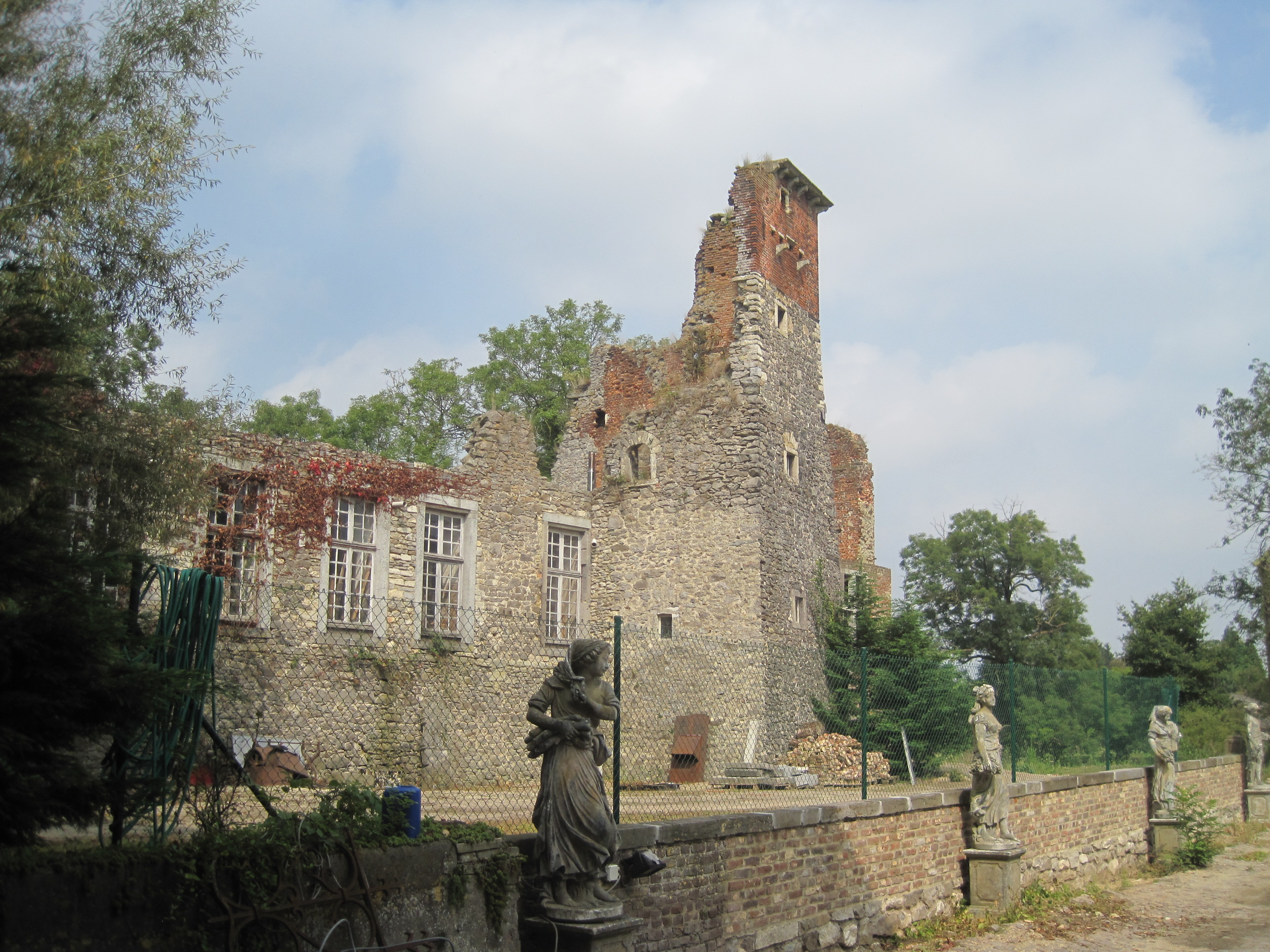
Rovine del castello
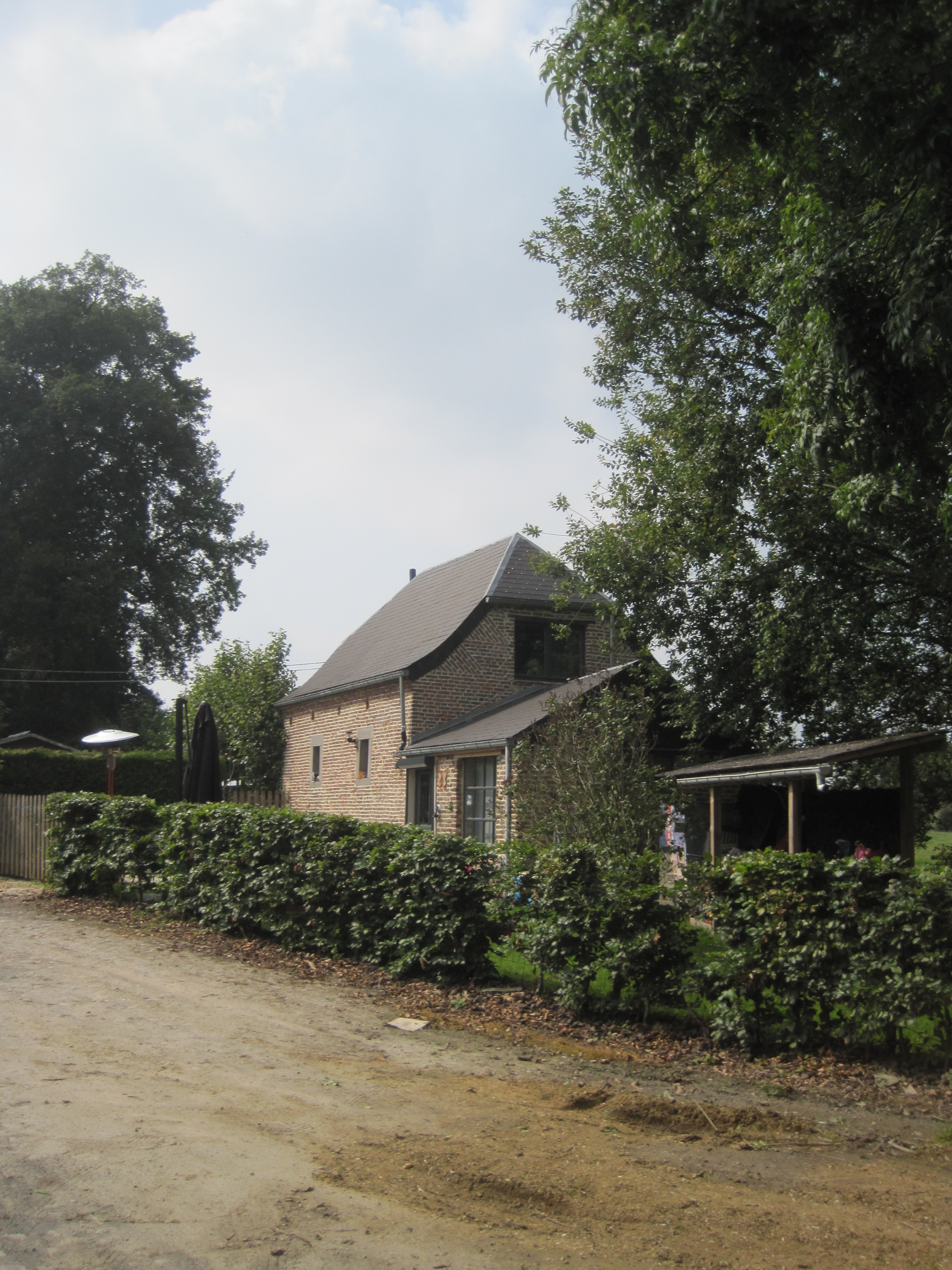
Antico forno per il pane, all'ingresso del castello